# Електротехничка школа „Никола Тесла” Београд
Електротехничка школа „Никола Тесла” (ЕТШ „Никола Тесла”), средња школа која је основана 1947. године, намењена образовању електротехничких кадрова. Налази се у улици Краљице Наталије 31 у Београду (бивша Народног Фронта).
Зграда школе је споменик културе и дело је архитекте Милице Крстић.

## Историјат
Оснивању школе претходило је оснивање Радио-техникума у Батајници који је формиран ради образовања кадрова за потребе наших радиостаница. Настава у ову сврху почела је 1947. године, а школа је пресељена у Београд 1952. године и исте године добија свој назив ЕТШ „Никола Тесла”. 1956. године школа се усељује у зграду Друге женске гимназије, претходно Више женске школе, која је подигнута на данашњој локацији школе 1856. године. Зграда је изграђена по такозваном „српско-византијској” архитектури. Истовремено, школи је припојен енергетски одсек из школе „Петар Драпшин”. Сама зграда је својом архитектонско културном и историјском вредношћу заслужила статус споменика културе 1964. године, а 1992. је проглашена и за културно добро. Стога на овој згради од њеног оснивања није извршена ни једна заштита нити санација.

## Образовни профили
Настава у ЕТШ Никола Тесла образује електротехничаре у оквиру следећих профила:
- Електротехничар електронике
- Електротехничар енергетике
- Електротехничар процесног управљања
- Техничар телекомуникационих технологија
- Администратор рачунарских мрежа
- Техничар мултимедија
- Електротехничар рачунара
- Електротехничар информационих технологија

## Просторије и опремљеност
Школа садржи кабинете за наставу у приземљу и на оба спрата, као и просторије за лабораторијске вежбе, опремљене свим потребним електротехничким мерилима. У поткровљу налазе се учионице опремљене умреженим рачунарима намењеним за рад у рачунарској настави, као и две радионице намењене практичној настави. Ове просторије су скромно опремљене, и електротехничке компоненте неопходне за праксу, као и алат, често су инвестирани од стране ученика или родитеља.

## Настава у фирмама
Попут већине стручних школа, и ЕТШ Никола Тесла организује блок наставу као редовну наставу из појединих предмета која се изводи у фирмама чије је пословање везано са градивом које се изучава у тим предметима. Како би се обезбедила настава за велики број ученика школе, успостављена је добра сарадња са многим предузећима града Београда. Ученици образовног профила електротехничара мултимедија обилазе све београдске телевизије и многе радио станице. Електротехничари рачунара посећују многе мале фирме, где стичу драгоцено искуство за хардвер и софтвер. Ученици телекомуникација посећују трафостанице и често прате професионалне електротехничаре на рад на терену. Ђаци се током ове наставе упознају не само са примењеним градивом, већ и са проблемима и међуљудским односима који постоје у свакој заједници, и тако се припремају за своју будућност. Највећи проблем организовања ове наставе, је чињеница да ради квалитетног рада ученике је потребно поделити на мале групе, што даље значи да је потребно успоставити сарадњу са великим бројем квалитетних предузећа, што је тешко обезбедити током целе године.

## Библиотека
Школска библиотека ЕТШ Никола Тесла сматра се највећом школском библиотеком у Београду. Фонд се састоји од 20.000 публикација из разноврсних области знања и стваралаштва. Сва обавезна школска лектира, тематска и стручна литература, периодика, енциклопедијска издања, класична и популарна литература, књиге на страним језицима, чак и неке старе и ретке књиге доступне су свим ученицима школе. Читав фонд је такође пренет и у електронски облик. Стручни семинари, предавања и свечаности врше се у просторији библиотеке.

## Галерија
- Табла на главном улазу школе
- Улаз из дворишта
- Ходник на првом спрату